# Lionel Cox (ciclista)
Lionel Malvyne Cox (Brisbane, 5 dicembre 1930 – Sydney, 9 marzo 2010) è stato un pistard australiano.
Ha vinto due medaglie olimpiche nel ciclismo su pista alle Olimpiadi 1952 svoltesi a Helsinki, una d'oro nel tandem in coppia con Russell Mockridge e una d'argento nella velocità.